# Gabriele Criscuoli
Gabriele Criscuoli (Sant'Angelo dei Lombardi, 29 luglio 1912 – Napoli, 28 dicembre 1972) è stato un politico e medico italiano.

## Biografia
Nasce a Sant'Angelo dei Lombardi, in provincia di Avellino, nel 1912 da Vittorio, medico, e Clelia Criscuoli. A seguito della laurea in medicina conseguita a Pisa, eserciterà la professione di medico chirurgo.
Esponente della Democrazia Cristiana, nel 1948 viene eletto sindaco del suo paese natale, incarico che ricoprirà fino al 1952. In seguito sarà anche assessore alla sanità della provincia di Avellino e vicepresidente dell'ordine dei medici provinciale.
Alle elezioni del 1953 viene eletto senatore per la II legislatura tra le file della Democrazia Cristiana. Verrà rieletto per la medesima carica nel 1958 e nel 1963. Durante la sua attività legislativa si dedicherà principalmente alla sanità pubblica nazionale e all'assistenza sanitaria nel Meridione. Termina il proprio mandato parlamentare nel 1968.
Muore a Napoli nel 1972 all'età di 60 anni. Alla sua memoria è stato intitolato il presidio ospedaliero di Sant'Angelo dei Lombardi.